# ورزشگاه ۴ اوت
ورزشگاه ۴ اوت (انگلیسی: Stade du 4 Août) یک ورزشگاه چندمنظوره در شهر واگادوگو، بورکینافاسو است.
این ورزشگاه که در سال ۱۹۸۴ تأسیس شده دارای ۲۹٬۸۰۰ نفر ظرفیت است و ورزشگاه خانگی تیم ملی فوتبال بورکینافاسو می‌باشد.